# Kružlová
Kružlová este o comună slovacă, aflată în districtul Svidník din regiunea Prešov, pe malul râului Svidničianka⁠(d). Localitatea se află la altitudinea de 282 m deasupra n.m., se întinde pe o suprafață de 8,28 km2 și în 2017 număra 684 de locuitori.

## Istoric
Localitatea Kružlová este atestată documentar din 1414.

## Demografie
| An:                | 1994 | 2004   | 2014    | 2024    |
| ------------------ | ---- | ------ | ------- | ------- |
| Număr de persoane: | 522  | 566    | 684     | 753     |
| Diferență:         |      | +8,42% | +20,84% | +10,08% |

| An:                | 2023 | 2024 |
| ------------------ | ---- | ---- |
| Număr de persoane: | 753  | 753  |
| Diferență:         |      | +0%  |